# Vicente Guimarães
Vicente de Paulo Guimarães (Cordisburgo, 23 de maio de 1906 - Rio de Janeiro, 2 de junho de 1981) foi um educador, jornalista e escritor de literatura infantil e juvenil.

## Biografia
Era filho de Luis Guimarães e Maria Lima Guimarães. Exerceu as atividades de jornalista, professor, e inspetor federal do ensino. Dedicou toda sua vida à educação dos jovens, seja como professor, seja como escritor.
Criou o personagem Vovô Felício, que também era seu pseudônimo. Publicou mais de 40 livros para o público infanto-juvenil, e na década de 1940 foi o criador do suplemento literário infantil do jornal O Diário Católico, de Minas Gerais, o primeiro da América Latina. Foi fundador da Biblioteca Infantil Caio Martins em Belo Horizonte e das revistas infantis Era uma vez..., Sesinho e Caretinha.
Para adultos, escreveu o livro Joãozito: infância de João Guimarães Rosa, sobre a vida e especialmente a infância de seu sobrinho, Guimarães Rosa, do qual era somente dois anos mais velho. Ambos conviveram intimamente na infância. Também adaptou para o público jovem o conto de Guimarães Rosa O burrinho pedrês, publicando-o com o título de Última aventura do Sete de Ouros. Segundo a pesquisadora Camila Rodrigues, Vicente foi um dos responsáveis por abrir "ao escritor mineiro um campo de observação para o universo infantil".

## Obra
Guimarães Rosa incentivou Vicente para que seguisse na linha da literatura infantil, e recomendou que se informasse lendo literatura especializada em pedagogia e puericultura. Na análise da pesquisadora Sarah Ipiranga, a obra de Vicente Guimarães geralmente tem uma ênfase educativa, voltada para a formação moral e cívica do público infantil. Segundo a pesquisadora Nelly Coelho, ele desenvolveu uma abordagem semelhante à de Monteiro Lobato, mas incorporava ideias construtivistas, e embora tenha sido um dos autores que contribuíram para uma evolução no gênero infantil, sua obra tem um fundo tradicionalista alinhado com a ideologia dominante. De qualquer forma, ela diz que "sua frase ágil, pitoresca, bem humorada foi, sem dúvida, o maior trunfo na conquista do pequeno leitor, pois transmitia de maneira fácil as 'lições' ou 'moralidades' que as estórias carregavam". A historiadora Olga Brites, que estudou a linha editorial que adotou na revista Sesinho, voltada para filhos dos funcionários do SESI, que dirigiu entre 1947 e 1960, tinha como objetivo formar a consciência da futura classe trabalhadora, cujos valores deveriam estar centrados na disciplina, na moral, na família, no progresso, no trabalho e na religiosidade, criando uma imagem de mundo idealizada e sem conflitos.
Entre suas principais publicações estão João Bolinha virou gente, Rui. Biografia de Rui Barbosa para a infância e juventude, Histórias divertidas, Os três irmãos, Festa de Natal e A princesinha do castelo vermelho, todas com várias edições. Também deve ser destacado Joãozito: infância de João Guimarães Rosa, que segundo Ana Martins Costa é o relato mais detalhado já escrito sobre a infância do escritor.
Publicou diversas peças de teatro infantil, destacando-se O pacificador, Tiradentes, Uma visita ilustre, O dia da Bandeira, e Dia do professor, destinadas a montagem em festividades escolares.

## Reconhecimento
Nas palavras de Rodrigues, "consideradas as semelhanças entre a produção de ambos os escritores, cabe aqui destacar que há, da mesma maneira, pelo menos uma diferença fundamental entre as estórias escritas pelo tio Vicente e as de autoria de seu sobrinho João: Vicente dedicou-se a escrever estórias em livros para crianças. Tal escolha garantiu seu sucesso e notoriedade nesse meio editorial, na época em que ainda estava escrevendo, tanto que em 1967 se chegou a instaurar no Rio de Janeiro o dia 23 de maio – data de seu nascimento – como o Dia do Livro Infantil".
Nelly Coelho, no Dicionário crítico da literatura infantil e juvenil brasileira, disse que sua produção foi divulgada na imprensa especializada e em literatura, e homenageando "seu fecundo trabalho de incentivo ao ensino, à educação cultural da criança e à produção de uma literatura destinada a ela, o seu nome foi dado a inúmeras bibliotecas infantis, clubes de leituras escolares e grêmios estudantis em vários estados do Brasil. [...] A leitura de qualquer um de seus livros infantis deixa evidente o espírito de educador que sempre norteou Vicente Guimarães. [...] A literatura infantil de Vicente Guimarães é das que cumpriram sua tarefa: encantou milhares de crianças em todo o Brasil".
Segundo Leonardo Arroyo, "a literatura infantil de Vicente Guimarães implica uma valorização da experiência com que poucos autores podem contar hoje no Brasil. [...] Em face do êxito como contador de estórias, escreveu vários livros, que são realmente bons, porque marcados por aquele processo oral, objetivo, direto, concreto. Alguns de seus livros alcançaram várias edições. [...] Sua atividade é importante na literatura infantil brasileira também pela iniciativa da fundação de algumas revistas para a infância".